# Лютня (приток Вытебети)
Лютня — река в России, протекает по Калужской области. Левый приток реки Вытебеть.

## География
Река Лютня берёт начало вблизи деревни Мартынка. Течёт на юго-восток через дубово-еловые леса. Устье реки находится в 64 км от устья Вытебети, южнее деревни Шваново. Длина реки составляет 16 км, площадь водосборного бассейна — 89,2 км².

## Данные водного реестра
По данным государственного водного реестра России относится к Окскому бассейновому округу, водохозяйственный участок реки — Ока от города Белёв до города Калуга, без рек Упа и Угра, речной подбассейн реки — бассейны притоков Оки до впадения Мокши. Речной бассейн реки — Ока.
Код объекта в государственном водном реестре — 09010100512110000020070.